# Melitta harrietae
Melitta harrietae là một loài ong trong họ Melittidae. Loài này được Bingham miêu tả khoa học đầu tiên năm 1897.